# Dolne Łużyce

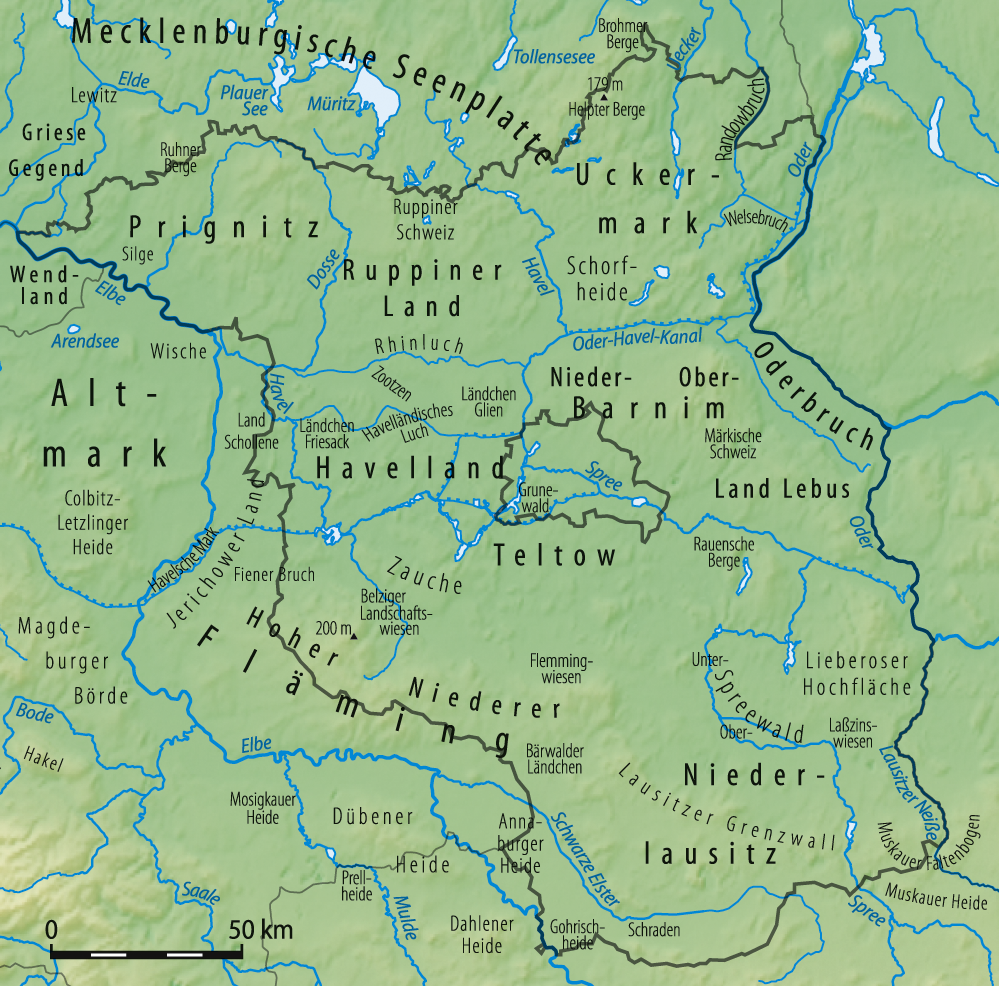
Mapa topograficzna Brandenburgii, Dolne Łużyce jako Nieder-lausitz

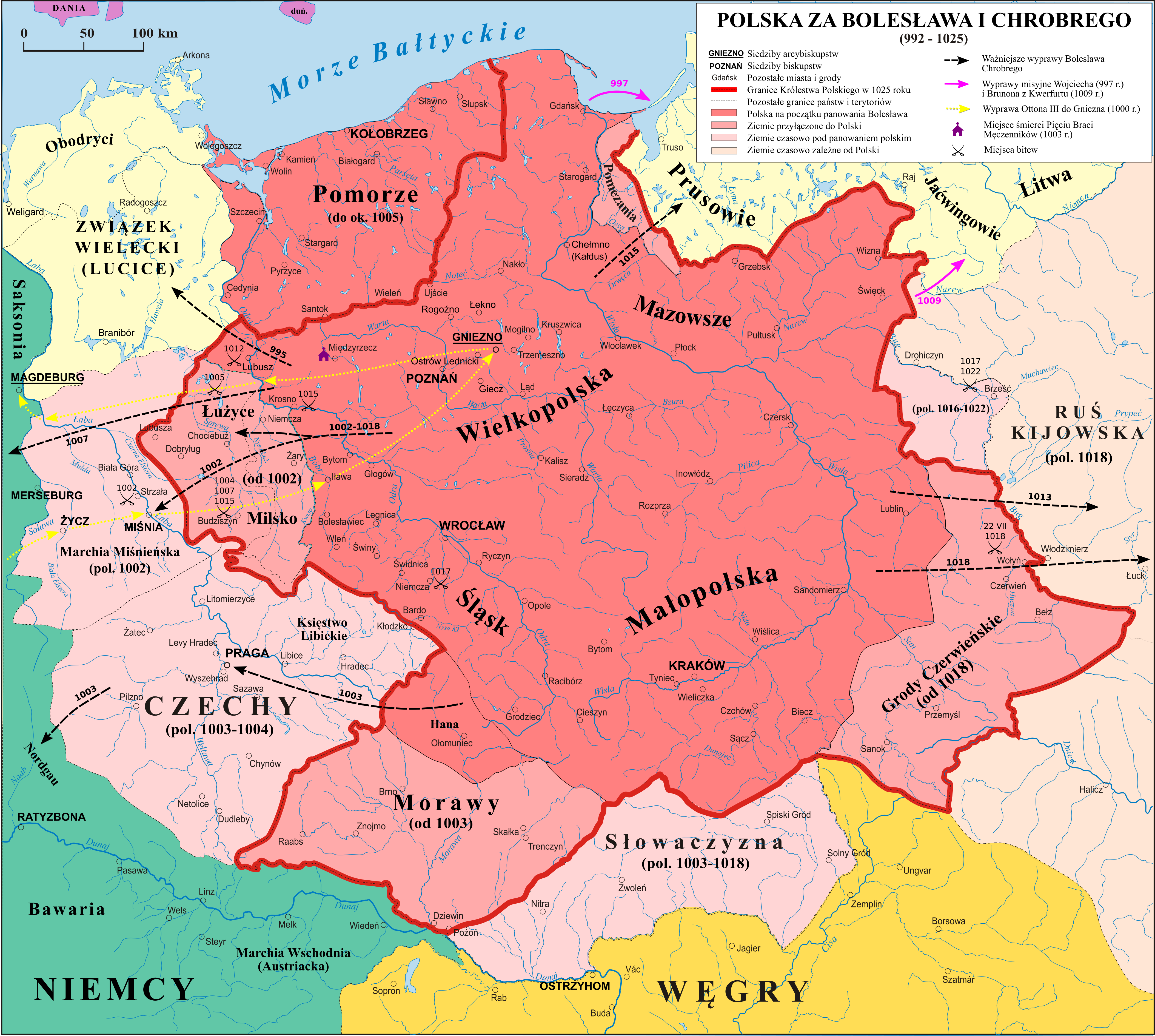
Polska za panowania Bolesława Chrobrego. Dolne Łużyce podpisane jako Łużyce

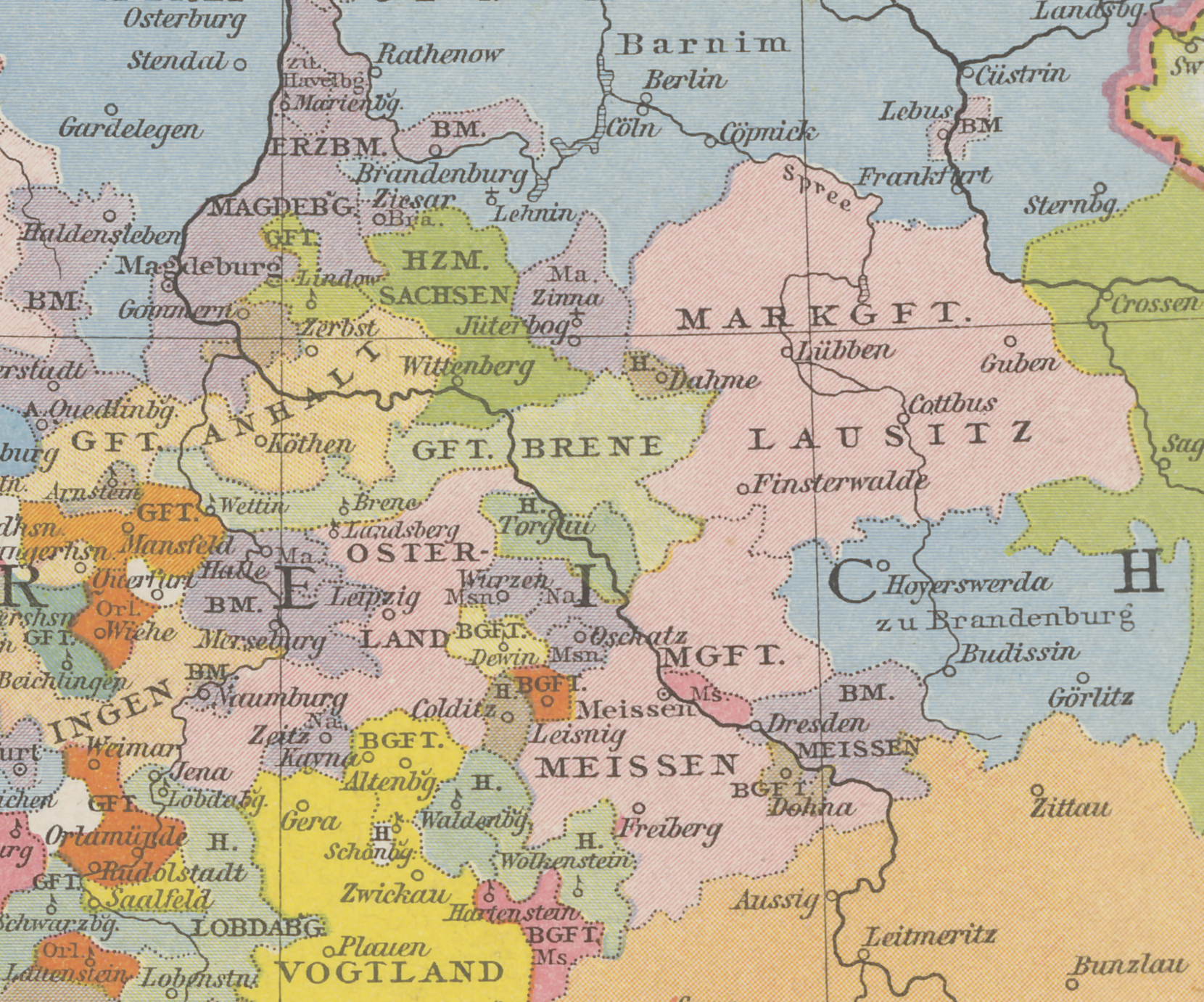
Marchia Łużycka (Markgft. Lausitz) około 1250 roku.

Dolne Łużyce (dolnołuż. Dolna Łužyca, niem. Niederlausitz, górnołuż. Delnja Łužica, łac. Lusatia Inferior) – kraina historyczno-geograficzna położona w Niemczech i Polsce, nad środkową Szprewą i dolną Nysą Łużycką, północna część Łużyc. Niemiecka część wchodzi w skład kraju związkowego Brandenburgia i w bardzo niewielkim stopniu Saksonia, w Polsce leży w granicach województwa lubuskiego. Najważniejszym miastem Łużyc Dolnych jest Chociebuż. Najważniejszym polskim miastem są Żary. W granicach regionu leży rezerwat biosfery Szprowskiego Lasu. Okolice Chociebuża są miejscem zamieszkania około 20 tys. Serbołużyczan z których część wciąż używa języka dolnołużyckiego.

## Geografia

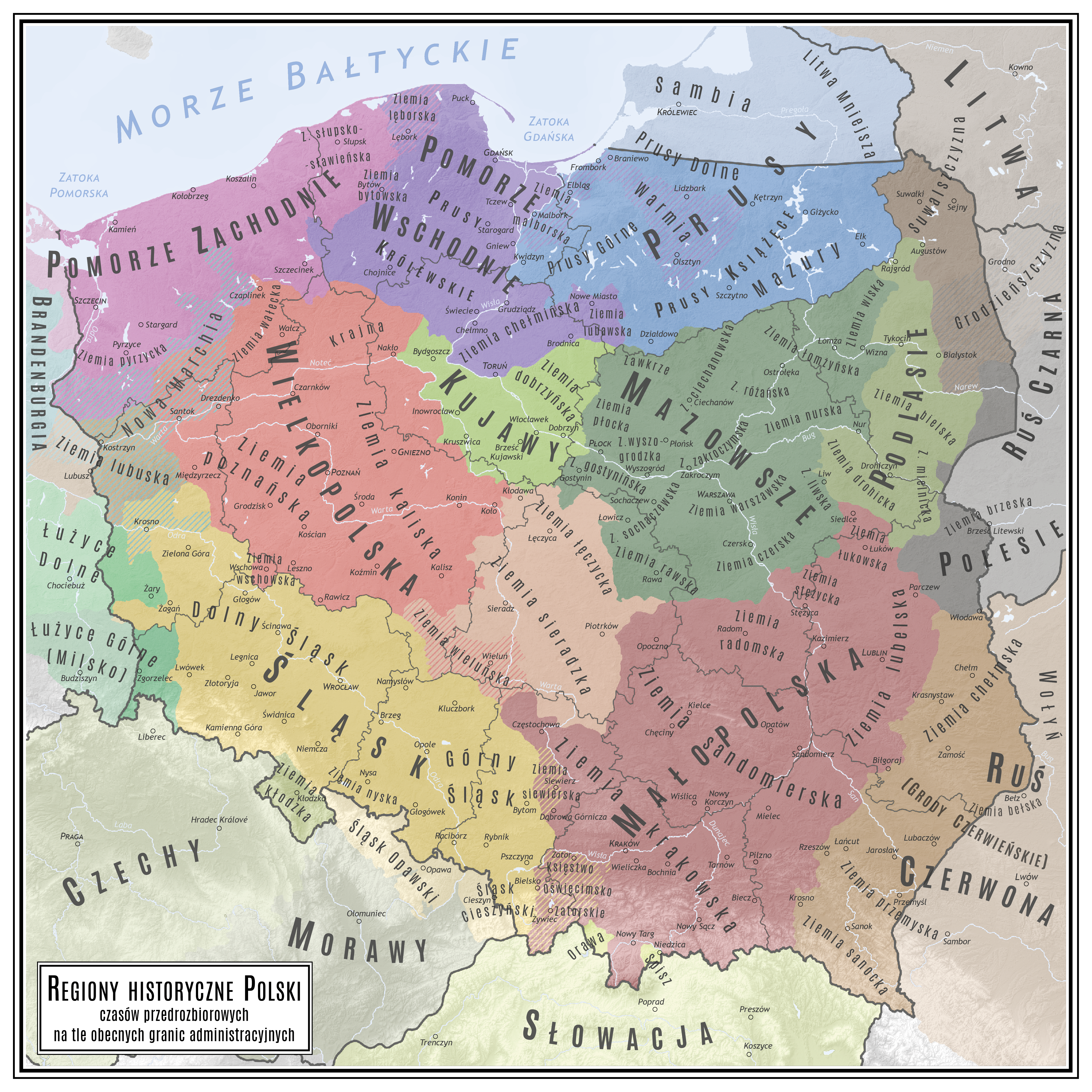
Dolne Łużyce i inne krainy historyczne Polski na tle współczesnych granic administracyjnych

Terytorium Łużyc Dolnych znajduje się w dorzeczu dolnej Szprewy i Nysy Łużyckiej między rzekami Bóbr na wschodzie, Dahme na zachodzie i Czarną Elsterą na południu. Teren Łużyc znajduje się na południu rozległej Niziny Środkowoeuropejskiej w większości w ramach prowincji fizycznogeograficznej Nizin Sasko-Łużyckich; na północy regionu rozciąga się Pojezierze Wschodniobrandenburskie. Obszar pogranicza z Łużycami Górnymi został silnie zdewastowany przez kopalnie odkrywkowe węgla brunatnego; wiele wykopów zostało zalanych wodą tworząc największy w Europie krajobraz wodny utworzony przez ludzi. Na terenie Łużyc Dolnych rzeka Szprewa rozdziela się na liczne drobne odnogi i kanały tworząc unikalny ekosystem wodny zwany Szprewskim Lasem (dłuż. Błota, niem. Spreewald), chroniony w utworzonym w 1991 r. rezerwacie biosfery. Najwyższym wzniesieniem regionu jest Góra Żarska (227 m n.p.m.) znajdująca się w jego polskiej części i będąca jednocześnie najwyższym punktem województwa lubuskiego.

Obecnie Łużyce Dolne nie stanowią żadnej odrębnej jednostki administracyjnej a granice powiatów nie pokrywają się już z granicami historycznymi. W Polsce w skład regionu wchodzą miasta Żary, Gubin, Trzebiel, Lubsko, Jasień i zachodnia część Nowogrodu Bobrzańskiego (dawniej Krzystkowice) i ich bezpośrednie otoczenie.

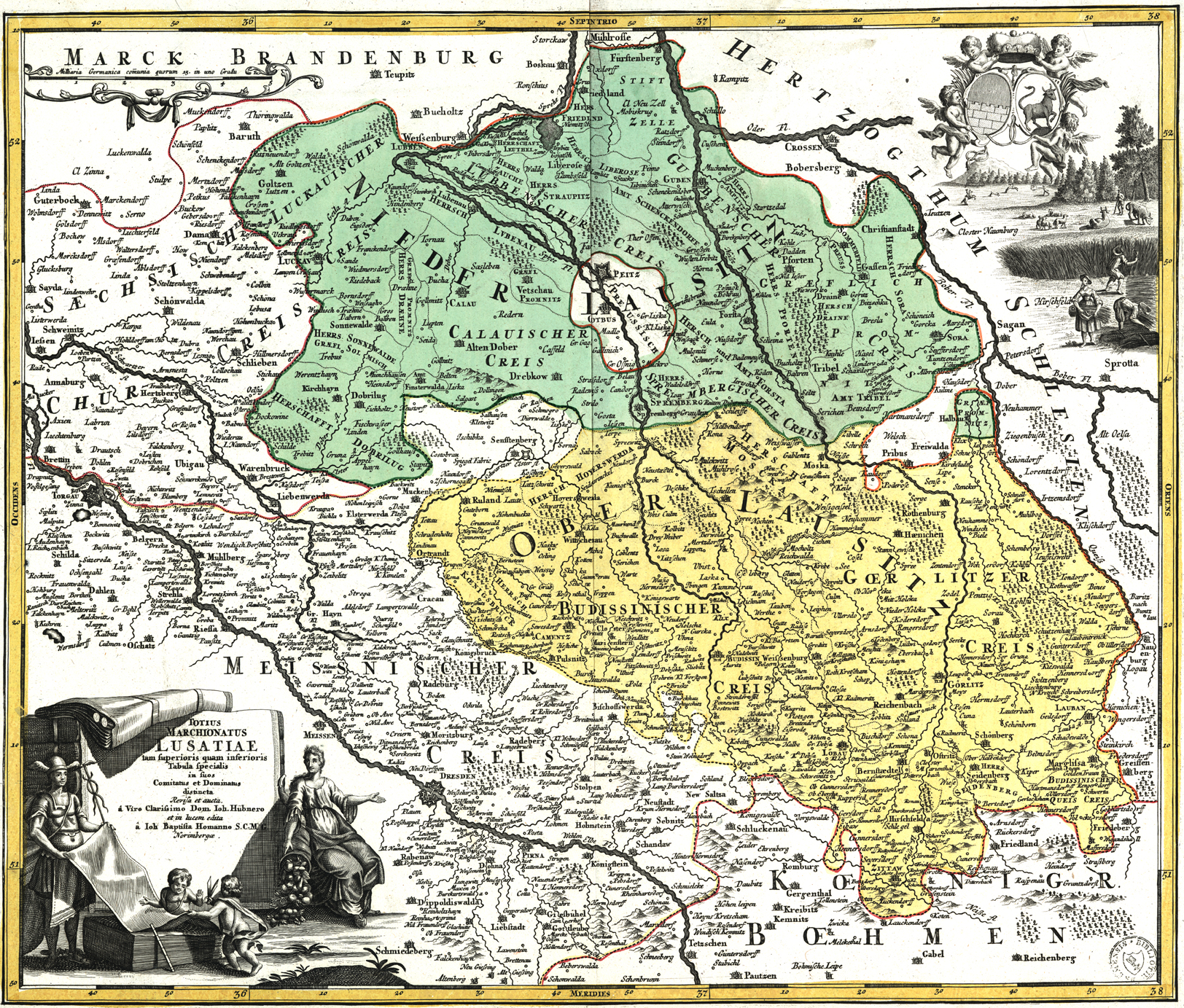
Mapa Łużyc z XVIII wieku

## Historia

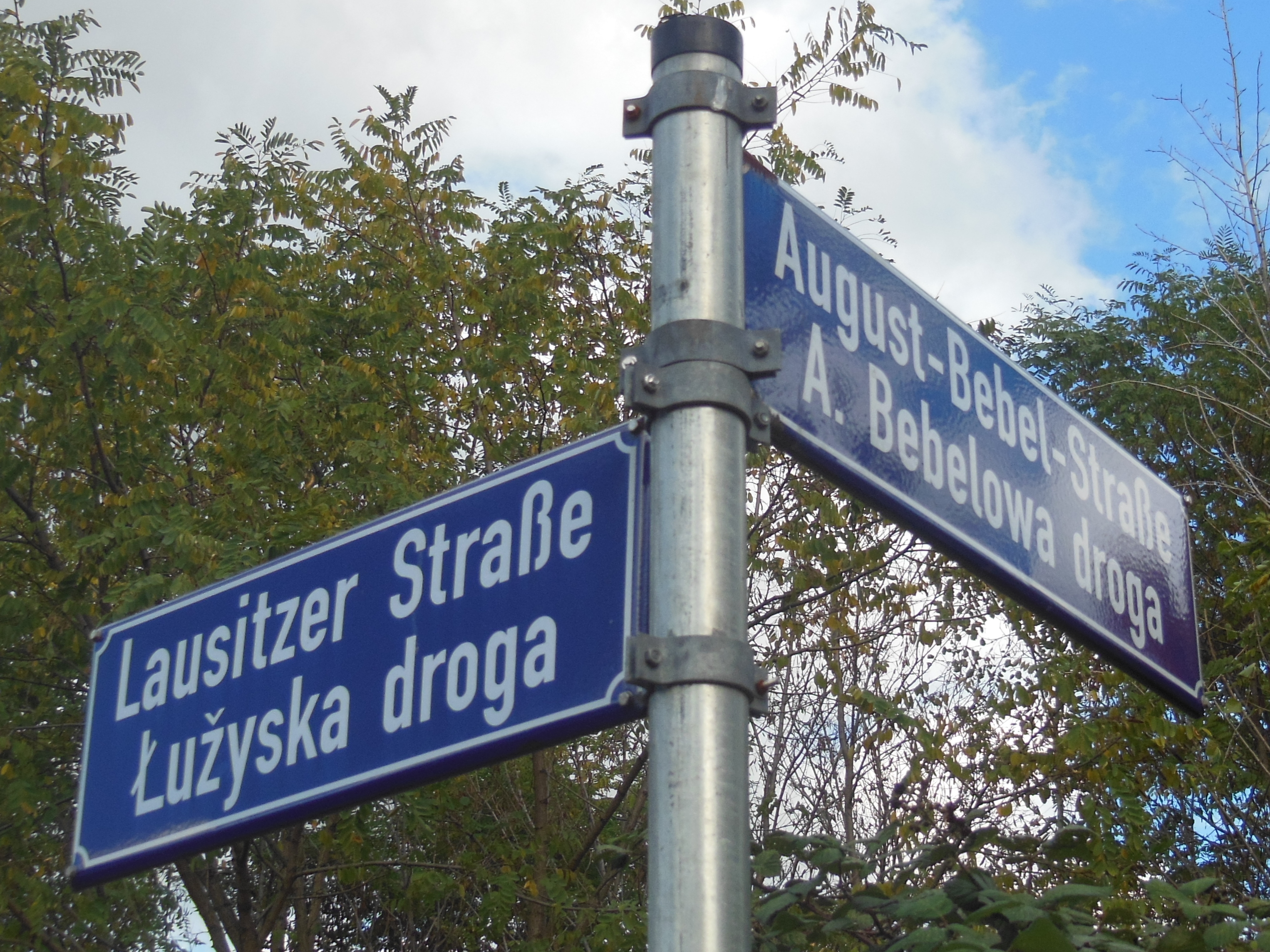
Dwujęzyczne napisy w Chociebużu

Ludzie docierali na tereny dzisiejszych Łużyc już w mezolicie. Wraz z początkiem epoki brązu następowały po sobie kolejne kultury, z których najsłynniejsza jest łużycka. W czasach starożytnego Rzymu tereny regionu zamieszkiwały prawdopodobnie ludy germańskie. Ostatecznie w VII wieku osiadły tu plemiona zachodniosłowiańskie Serbołużyczan, których pierwotny zasięg był znacznie większy. Od osiadłego nad środkową Szprewą w trudno dostępnym Szprowskim Lesie pleminia Łużyczan wzięła się późniejsza nazwa całej krainy na północ od Gór Łużyckich.
W ciągu X wieku trwał podbój ziem Słowian Połabskich przez królów niemieckich, którzy w 937 r. utworzyli Marchię Wschodnią. Z jej podziału w 965 r. powstała Marchia Łużycka, nad którą władcy niemieccy utracili tymczasowo kontrolę w wyniku powstania słowiańskiego w 983 r. W latach 1002–1031 Marchia Łużycka i położona na południe od niej Miśnieńska tymczasowo znalazły się we władaniu polskim. Następnie przeszła we władanie rodu Wettynów. Ci odsprzedali ją w 1303 r. brandenburskim Askańczykom, po których wygaśnięciu w 1319 większość regionu przejęli bawarscy Wittelsbachowie, z wyjątkiem południowych fragmentów, które ponownie znalazły się we władaniu polskim w ramach piastowskiego księstwa jaworskiego, jednego z polskich księstw dzielnicowych na Dolnym Śląsku. Komorów Zły (ob. Senftenberg) pozostawał we władaniu Piastów do śmierci księcia Henryka I jaworskiego w 1346, a Żary do 1364, po czym oba miasta przeszły do Korony Czeskiej, a w 1367 r. Wittelsbachowie odsprzedali pozostałą część regionu czeskim Luksemburgom. Odtąd, z przerwą na panowanie węgierskie pomiędzy 1469 a 1490, aż do 1635 r. region wraz z Łużycami Górnymi stanowił jeden z czterech głównych krajów Korony świętego Wacława i z nią przeszedł w 1490 we władanie Jagiellonów, a w 1526 – Habsburgów. W XV wieku pojawia się po raz pierwszy określenie Łużyc Dolnych. Fragment środkowy z Chociebużem od XV w. stanowił eksklawę Brandenburgii.
W okresie reformacji Łużyce Dolne jako jedyny kraj we włościach habsburskich przeszedł całkowicie (oprócz klasztoru Neuzelle) na luteranizm. Mimo próby rekatolizacji przez Ferdynanda I region pozostał protestancki. W trakcie wojny trzydziestoletniej Łużyce Dolne początkowo stały na uboczu, jednak w dalszych jej etapach zostały znacząco zniszczone przez wojska szwedzkie. W 1635 r. w wyniku pokoju praskiego prawie całe Górne i Dolne Łużyce przyłączono do Saksonii. W latach 1697–1763 pod panowaniem królów Polski Augusta II Mocnego i Augusta III Sasa. Pamiątką z tego okresu są liczne pocztowe słupy dystansowe z herbami Polski i Saksonii i/lub monogramami królów.
W 1807 scalono Łużyce po włączeniu Chociebuża do Królestwa Saksonii. Stan taki utrzymał się do 1815 r. gdy na mocy postanowień kongresu wiedeńskiego Łużyce Dolne przyłączono do pruskiej prowincji Brandenburgia. W 1816 r. nastąpiła reorganizacja administracyjna i region podzielono na siedem powiatów: Chociebuż, Żary, Gródek (Spremberg), Kaława (Calau), Łuków (Luckau), Lubin (Lübben; dotychczasowa stolica administracyjna) i Gubin. XIX wiek dla Łużyc Dolnych oznaczał industrializację i germanizację wciąż utrzymującego słowiańską mowę i obyczaje narodu serbskołużyckiego. Po II wojnie światowej część Łużyc Dolnych na wschód od Nysy Łużyckiej przyłączono do Polski, zaś w 1952 r. w wyniku reformy administracyjnej w NRD powstał okręg Chociebuż, który zaburzył przebieg historycznych granic regionu. W latach 50. XX wieku rozpoczęto masowe wydobycie węgla brunatnego metodą odkrywkową co doprowadziło do zniszczenia dziesiątek serbskołużyckich wsi i przyspieszenia germanizacji tego narodu. Po upadku komunizmu nie przywrócono historycznych granic powiatów, a Łużyce Dolne znalazły się w granicach kraju związkowego Brandenburgia.

## Demografia

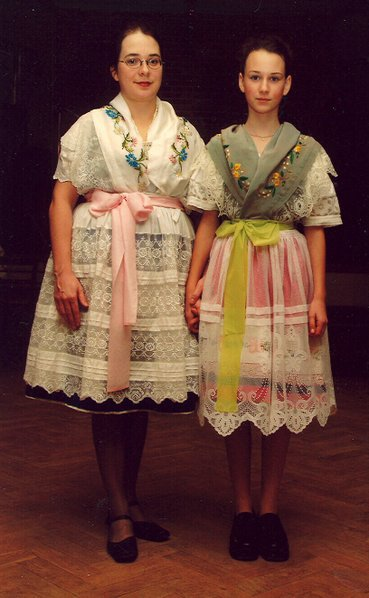
Serbołużyczanki w tradycyjnym stroju ze Szprowskiego Lasu

Dziś na terenie historycznych Łużyc Dolnych mieszka ponad 500 tys. ludzi, z czego około 115 tys. po stronie polskiej. Około 20 tysięcy mieszkańców należy do narodu serbskołużyckiego, z czego około 7,5 tys. posługuje się sprawnie językiem dolnołużyckim, głównie w obszarze wschodniego Szprowskiego Lasu na północ od Chociebuża, gdzie Serbołużyczanie stanowią szacunkowo 1/3 populacji. Ludność po stronie polskiej niemal w całości pochodzi z przesiedleń organizowanych po II wojnie światowej. Ludność niemieckojęzyczna używa dialektów wschodniośrednioniemieckich.

## Największe miasta

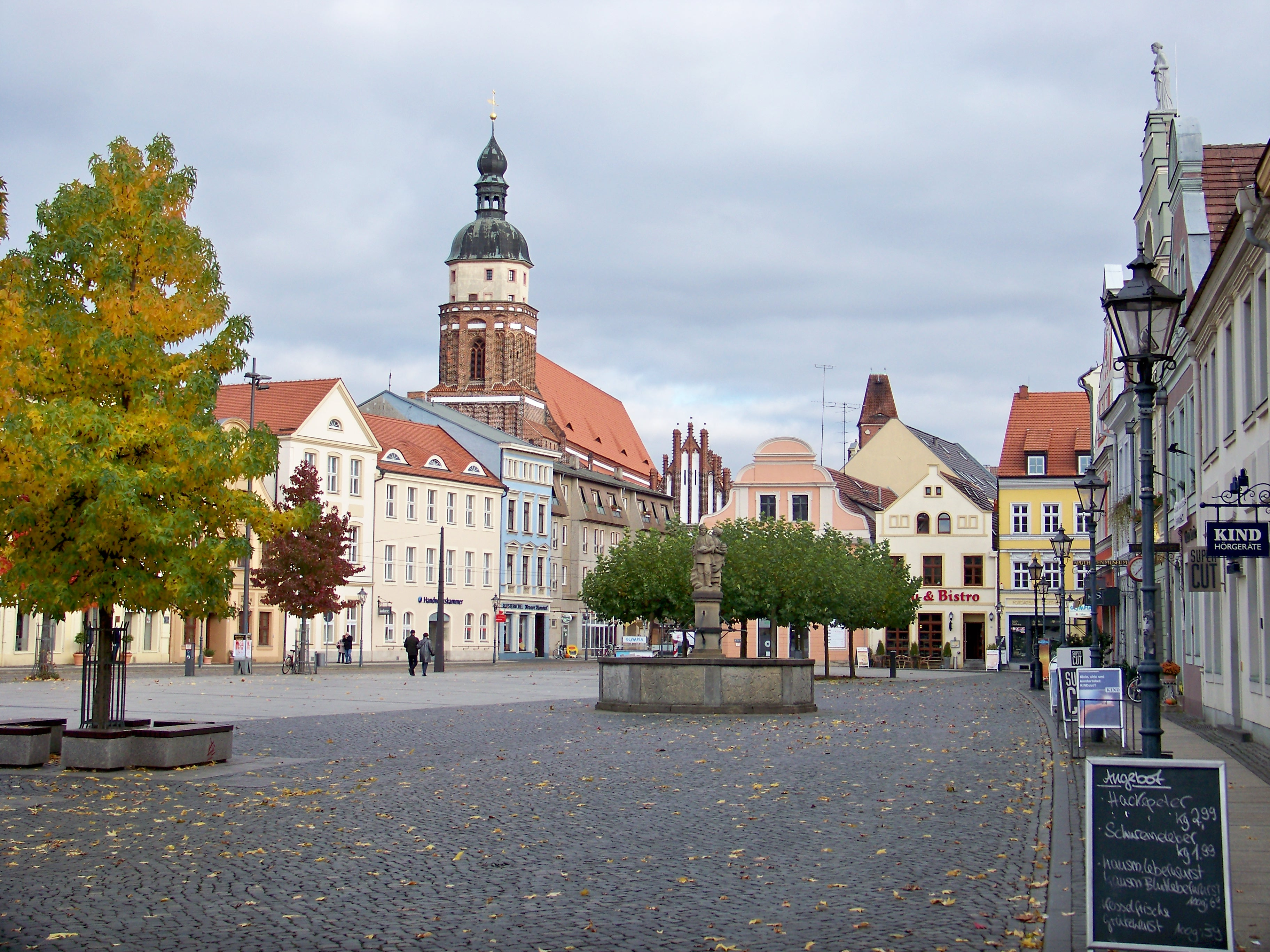
Chociebuż

Lista największych miast Łużyc Dolnych:
| Lp. | Miasto                             | Populacja (31.12.2017) | Państwo | Jednostka administracyjna |
| --- | ---------------------------------- | ---------------------- | ------- | ------------------------- |
| 1.  | Chociebuż (Cottbus, Chóśebuz)      | 101 036                | Niemcy  | Brandenburgia             |
| 2.  | Żary                               | 37 907                 | Polska  | województwo lubuskie      |
| 3.  | Eisenhüttenstadt                   | 25 057                 | Niemcy  | Brandenburgia             |
| 4.  | Senftenberg (Zły Komorow)          | 24 558                 | Niemcy  | Brandenburgia             |
| 5.  | Spremberg (Grodk)                  | 22 456                 | Niemcy  | Brandenburgia             |
| 6.  | Forst (Lausitz) (Baršć (Łužyca))   | 18 353                 | Niemcy  | Brandenburgia             |
| 7.  | Gubin (Guben)                      | 17 174                 | Niemcy  | Brandenburgia             |
| 8.  | Gubin                              | 16 740                 | Polska  | województwo lubuskie      |
| 9.  | Finsterwalde                       | 16 409                 | Niemcy  | Brandenburgia             |
| 10. | Lübbenau/Spreewald (Lubnjow/Błota) | 16 090                 | Niemcy  | Brandenburgia             |
| 11. | Lauchhammer                        | 14 569                 | Niemcy  | Brandenburgia             |
| 12. | Lubin (Lübben (Spreewald))         | 13 964                 | Niemcy  | Brandenburgia             |